# ヤースヌイ宇宙基地
ヤースヌイ宇宙基地は、ロシアのオレンブルク州に存在するロケット発射場。

## 概要
ヤースヌイを中心にドンバロフスキーなどオレンブルク南東部、カザフスタン国境に近い市街にまたがって存在している。ドンバロフスキーに射場を持つことからドンバロフスキーの名で呼ばれることもある。
冷戦時は要撃機、ICBMを擁する最前線の軍事基地であったが、現在は宇宙基地としても利用されており、バイコヌール宇宙基地、プレセツク宇宙基地、スヴォボードヌイ宇宙基地、カプースチン・ヤールに続く5箇所目の宇宙基地になっている。
現在、この基地は打ち上げサービス会社のISCコスモトラスによってドニエプルロケットの商業打ち上げを目的に利用されている。宇宙基地といっても、元々使用していたICBMの地下サイロをそのまま利用して、ICBMを宇宙ロケットに改造したドニエプルロケットの打ち上げに利用しているのが実態である。 
2015年3月までに、10機のドニエプルが打ち上げられており、いずれも成功している。
| 打上げ日時     | 成否 | ペイロード（衛星） |
| -------------- | ---- | --- |
| 2006年7月12日  | 成功 | ジェネシスI(ビゲロー・エアロスペース) |
| 2007年6月28日  | 成功 | ジェネシスII(ビゲロー・エアロスペース) |
| 2008年10月1日  | 成功 | THEOS |
| 2010年6月15日  | 成功 | BPA-1、プリズマ、ピカード |
| 2011年8月17日  | 成功 | シーチ-2・BPA-2、NigeriaSat 2・NigeriaSat X、RASAT、EduSat、 AprizeSat-5・AprizeSat-6 (スペース・クエスト)                                                                                      |
| 2013年8月22日  | 成功 | アリラン5 |
| 2013年11月21日 | 成功 | DubaiSat-2, STSAT-3, SkySat-1, UniSat-5(CubeSat4機とPocketQube 4機を搭載), AprizeSat-7,8, WNISAT-1（ウェザーニューズ社）, BRITE-PL, BPA-3, CubeSat 15機(Unisat-5搭載分を含めると計19機)の計32機 |
| 2014年6月20日  | 成功 | ほどよし3号、ほどよし4号他、計33機 |
| 2014年11月6日  | 成功 | ASNARO、ほどよし1号、TSUBAME、QSAT-EOS、ChubuSat |
| 2015年3月26日  | 成功 | アリラン3A号 |